# Sidekick (televíziós sorozat)
A Sidekick 2010-ben indult kanadai televíziós 2D-s számítógépes animációs sorozat, amelynek alkotója Todd Kauffman. 2013-ban fejezték be. Magyarországon a Megamaxon került adásba a műsor.

## Cselekmény
A sorozat egy Eric nevű árva fiúról szól. Barátai Trevor, Vana és Kitty. Ők a Leendő Csatlósok Akadémiáján ("Academy for Aspiring Sidekicks") tanulnak, a kitalált Splittsboro városában. Ericnek meg kell birkóznia az intenzív tanulással, miközben olyan szereplők is terhére vannak, mint a szigorú őrzője, Maxum Brain, morcos tanára, Professor Pampleemoose és a gonosz Master XOX, illetve titokban kell tartania mentora, Maxum Man eltűnését is. 

## Szereplők
| Szereplő            | Magyar hang   |
| ------------------- | ------------- |
| Eric Needles        | Penke Bence   |
| Trevor Troublemeyer | Renácz Zoltán |
| Kitty Ko            | Pekár Adrienn |

## Évados áttekintés
| Évad | Évad | Epizódok | Eredeti sugárzás    | Eredeti sugárzás     | Eredeti adó | Magyar sugárzás  | Magyar sugárzás   | Magyar adó |
| Évad | Évad | Epizódok | Évadpremier         | Évadfinálé           | Eredeti adó | Évadpremier      | Évadfinálé        | Magyar adó |
| ---- | ---- | -------- | ------------------- | -------------------- | ----------- | ---------------- | ----------------- | ---------- |
|      | 1    | 26       | 2010. szeptember 3. | 2011. február 19.    | YTV         | 2012. február 5. | 2012. március 13. | Megamax    |
|      | 2    | 14       | 2011. október 8.    | 2012. április 14.    | YTV         | 2014. március 7. | 2014. április 2.  | Megamax    |
|      | 3    | 12       | 2013. junius 1.     | 2013. szeptember 14. | YTV         | 2014. október 1. | 2014. november 1  | Megamax    |